# Petrus Steyn
Petrus Steyn est une petite ville agricole située dans la province de l'Etat Libre en Afrique du Sud. Elle est située à 35km au nord-est de Lindley. Située à 1 700 m d'altitude, Petrus Steyn est la ville la plus élevée de la province de l'État libre.  

## Démographie
Selon le recensement de 2011, Petrus Steyn compte 596 habitants, majoritairement blancs (73 %) de langue maternelle afrikaans (78 %).
Jouxtant la ville de Petrus Steyn se trouve le township de Mamafubedu, 12 297 habitants (99 % de noirs) de langue sesotho (86 %).
Au total, la localité urbaine de Petrus Steyn, comprenant la ville, sa zone rurale et le township, compte 12 893 habitants à majorité noire (95,7 % pour 3,4 % de blancs), principalement de langue sesotho (83,2 %).

## Historique

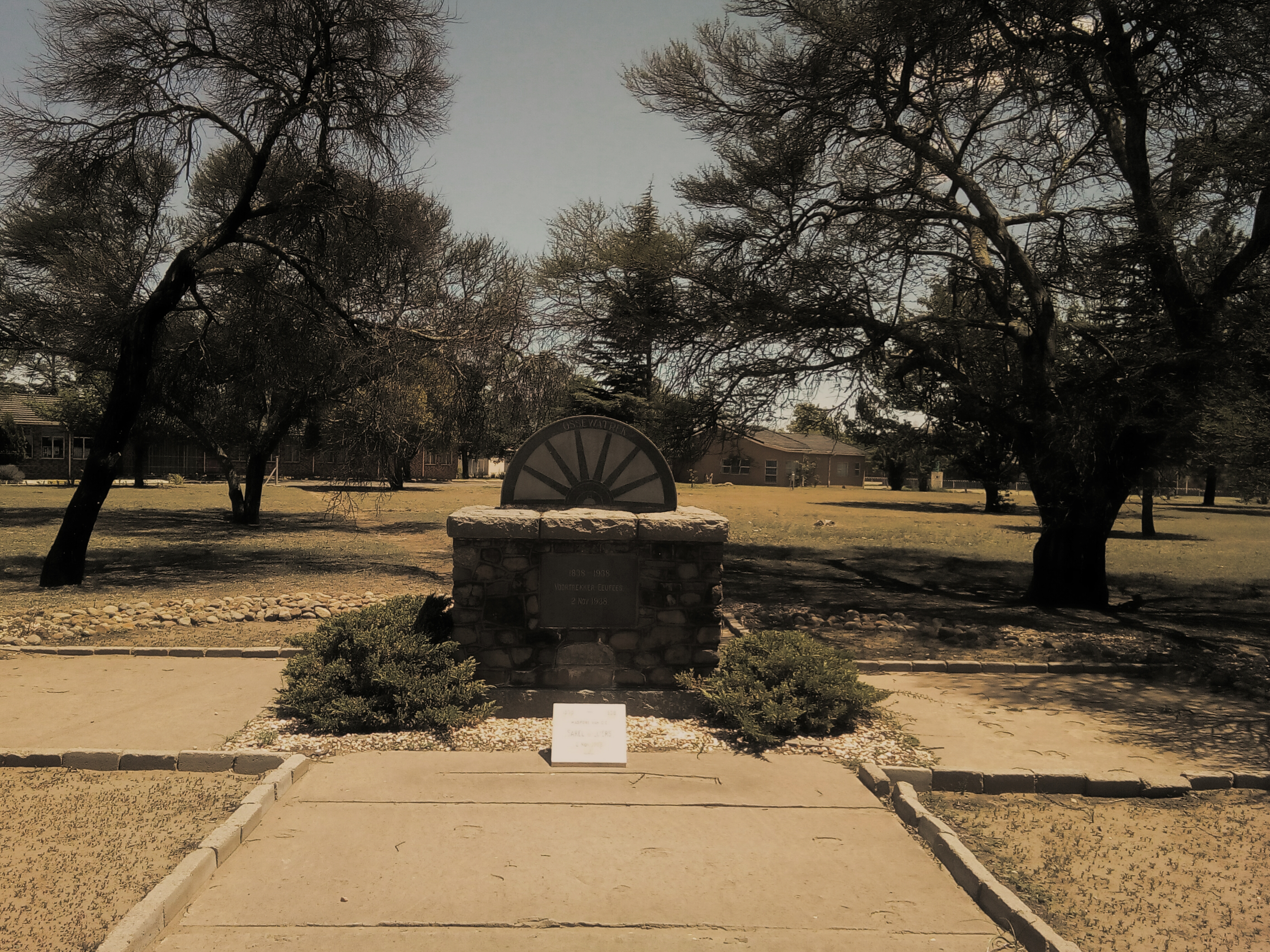
Monument aux Voortekkers

La ville est fondée en octobre 1912 sur la ferme Sterkfontein dans la province de l'État libre d'Orange. Elle était censée s'appeler Concordia, mais la veuve de M. Petrus Paulus Steyn (1842-1897), l'ancien propriétaire de la ferme, l'avait vendue à la condition que la nouvelle ville porte le nom de son défunt mari. 

## Sites patrimoniaux

### Afrikaanse Taalmonument
Un monument de la langue afrikaans a été créé en 1975, à partir de pierres empilées par les visiteurs pour célébrer le centenaire de la langue afrikaans.

### Monument de la roue des chariots à bœufs voortrekkers
Le monument de la roue du chariot à bœufs voortrekkers a été érigé en 1938, pendant les célébrations du centenaire du Grand Trek. Des traces de chariots et des empreintes de pas qui ont été faites par le chef Voortrekker Sarel Cilliers sont conservées sur une dalle de béton. 

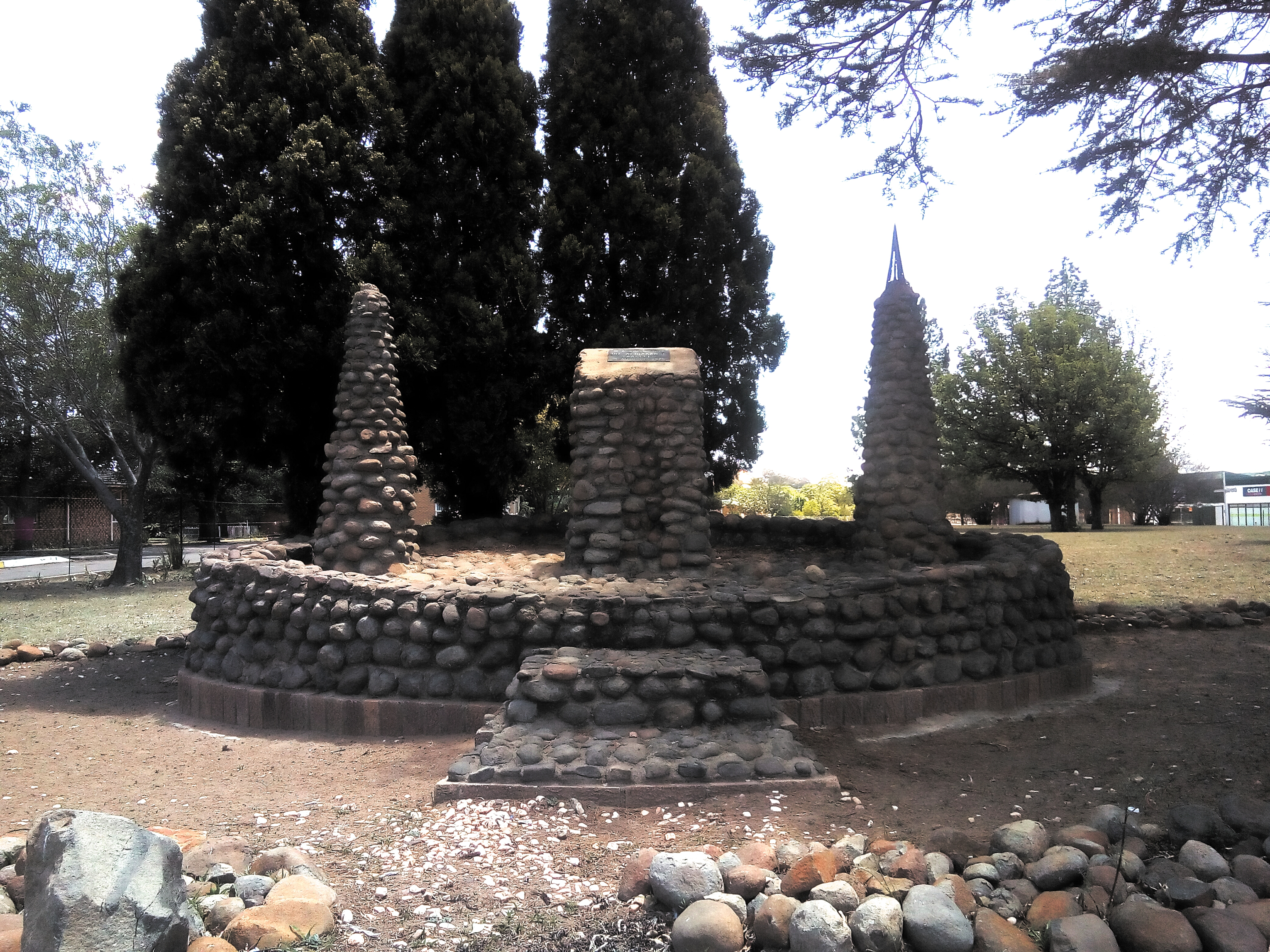
Monument à la langue afrikaans (1975)

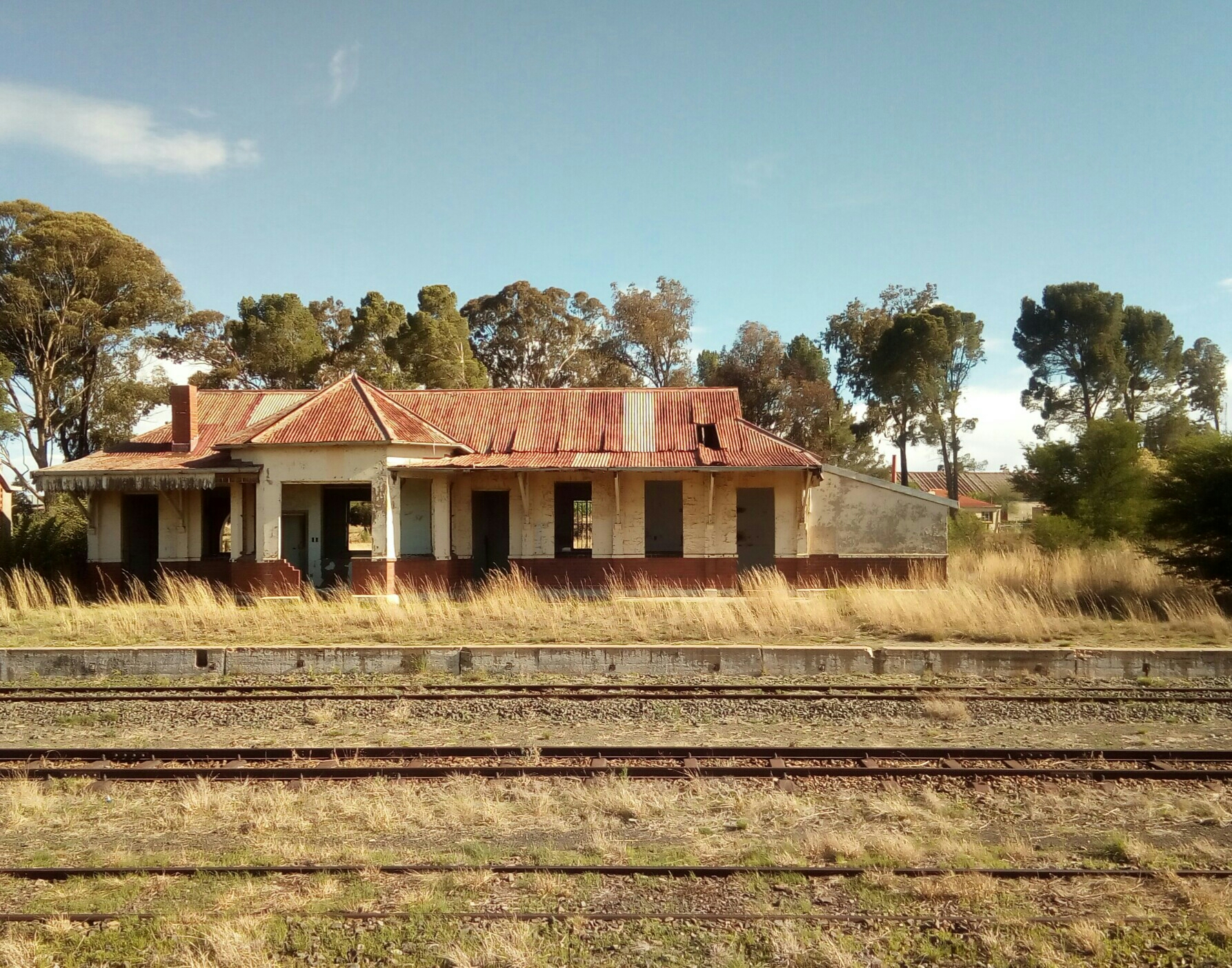
Ruines de la gare ferroviaire.

### Monuments de la ferme Hooggelegen
Sur la R707 en direction de Francfort, dans une ferme appelée Hooggelegen, sont situés trois monuments d'importance historiques commémorant le centenaire du Grand Trek de 1938 et les rebelles morts pendant la rébellion Maritz de 1914.

### Sépultures
La tombe de Pëtrus Stey et de sa famille a été aménagée en 1898 sous un grand chêne. Celle du général Cornelis Hermanus Olivier (1851–1924), l'un des délégués envoyés pour signer le Traité de Vereeniging pour mettre fin à la seconde guerre des Boers, est située dans l'ancien cimetière de Petrus Steyn.

### Colline d'Elandskop
Elandskop Hill est situé à l'ouest de la ville. Durant la seconde Guerre Anglo-Boer, elle servit de poste d'observation pour les Boers et les Britanniques. Le quartier général du général Christiaan de Wet ainsi celui du gouvernement de l'État libre d'Orange ont été installés à proximité de la ville actuelle. 

### Gare de Petrus Steyn
La gare ferroviaire a été ouverte en 1925. Le bâtiment, déclaré au site du patrimoine national, devrait être restauré pour accueillir un musée consacré à Elandskop. 

## Économie
La ville est située au centre d'une région agricole connue comme le grenier de l'Afrique du Sud et réputée pour sa production de blé, de maïs, de tournesol, de pomme de terre, de bétail et pour ses élevages d'ovins. 